# 神户女子大学濑户短期大学
神户女子大学濑户短期大学（日语：／ Kobe Joshi Daigaku Seto Tankidaigaku *），简称濑户短（せとたん），是过去一所位于日本冈山县赤磐郡濑户町的私立短期大学。

## 概要

### 简介
- 学校最早可以追溯到于1940年[1]。短期大学为于1989年开办[1]、由学校法人行吉学园经营。招生到于2002年、停办于2004年[2]。

### 历史
- 1989年 神户女子大学濑户短期大学成立并同时设置三个学科、以下列举。
  - 生活科
  - 英语科
- 1996年 生活科分离为两个专攻、以下列举
  - 生活专攻
  - 食物专攻
- 1999年 英语科改名为文化交流学科[注 2][注 3]
- 2002年 招生最后、次年停止招生（正式停办于2004年5月28日[2]）。

## 学校环境
- 校区：在了冈山县赤磐郡濑户町[注 1]

## 组织

### 学科
- 生活科
  - 生活专攻
  - 食物专攻

### 前学科
| - 文化交流学科 |

### 专科
| - 没有 |

### 业余课程
| - 没有 |

## 相关链接
- 日本短期大学列表
- 神户女子短期大学